# دين فوجيتا
دين فوجيتا (باليابانية: 藤田田؛ بالكانا: ふじた でん) هو شخصية أعمال ياباني، ولد في 3 مارس 1926 في أوساكا في اليابان، وتوفي في 21 أبريل 2004 في طوكيو في اليابان.

## عنه
كان المؤسس لمطاعم ماكدونالدز اليابان والتي افتتحت عام 1971 وأصبحت الأكبر بين جميع سلاسل المطاعم في اليابان بعد عقد واحد فقط من افتتاحها، واعتمد فوجيتا الممارسات التجارية الغربية وأسلوب الإدارة العملي، حيث كان يقوم بزيارات مفاجئة إلى مطاعم ماكدونالدز ذات «الأقواس الذهبية (Golden Arches) والتي تعني شعارحرف الإم بالإنجليزية» وتعامل مع رواد تلك الفروع وموظفيه. بدأت إمبراطوريته التي تضم أكثر من 3,000 فرع في الانهيارعندما ظهرت سلاسل مطاعم الوجبات السريعة الأخرى وكان العملاء قلقين من أن لحم البقر قد يكون ملوثًا بمرض جنون البقر. كما كان فوجيتا الذي كان رئيس مجلس إدارة شركته التجارية العائلية (فوجيتا وشركاه) أول وكيل لمتاجر تويز آر أص في اليابان، وعندما فشلت محاولة فوجيتا لتنويع قائمة الطعام في تنشيط تجارة الهامبرغر جلبت ماكدونالدز مديريها التنفيذيين المختارين بعناية لتغيير مسار الشركة في اليابان واستقال فوجيتا من منصب الرئيس التنفيذي لماكدونالدز اليابانية في عام 2003.